# 섀시

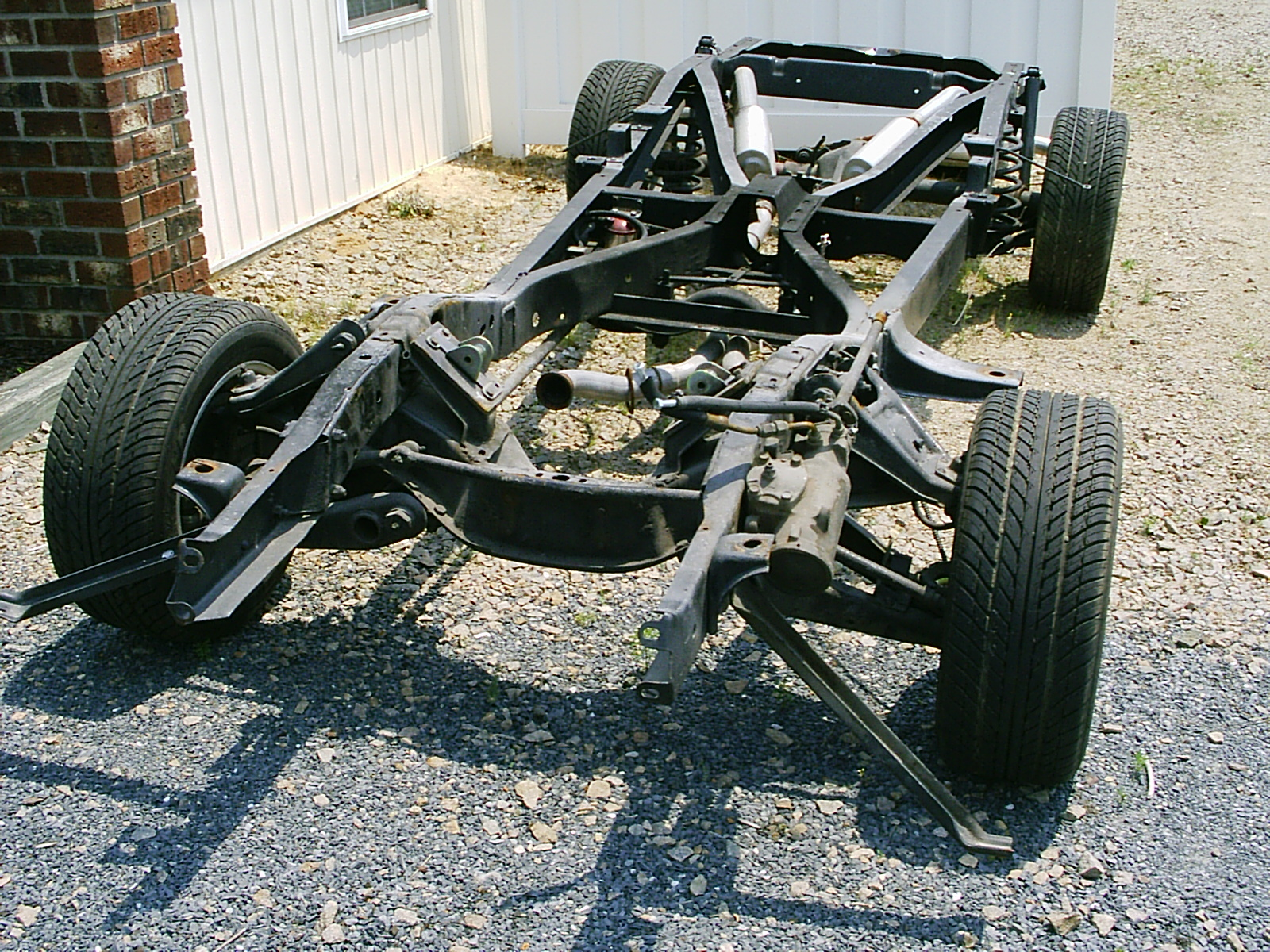
자동차의 섀시.

섀시(영어: chassis)는 기계의 뼈대 구조를 말한다. 섀시는 제조된 물체의 하중을 지탱하는 프레임워크로, 구조와 기능 면에서 물체를 구조적으로 지지한다. 섀시의 예로는 차체가 장착되는 자동차 프레임인 자동차 하부가 있다. 바퀴, 변속기, 때로는 운전석과 같은 구동 장치가 포함된 경우 어셈블리는 롤링 섀시로 설명된다.
간혹 '샷시'라고 쓰는 사람들이 있으나 chassis의 발음 기호가 [ˈʃæsi]이므로 외래어 표기법에 따라 '섀시'로 적는다.

## 용례

### 차량
차량의 경우 롤링 섀시라는 용어는 프레임과 엔진, 변속기, 구동축, 차동 장치 및 서스펜션과 같은 러닝 기어를 의미한다. "롤링 섀시"라는 설명은 트럭 본체가 라인 끝 부분의 프레임에 볼트로 고정되기 직전에 통합 섀시가 "자체 타이어로 굴러가는" 조립 생산에서 유래되었다. 일반적으로 구조의 무결성을 위해 필요하지 않은 언더바디(때때로 "코치워크"라고도 함)가 섀시에 내장되어 차량을 완성한다.
상업용 차량의 경우 롤링 섀시는 도로에서 작동할 준비가 되어 있는 본체 없이 트럭의 모든 필수 부품을 조립한 것으로 구성된다. 자동차 섀시는 더 무거운 하중과 지속적인 작업 사용으로 인해 상용차 섀시와 다르다. 상업용 차량 제조업체는 "섀시 전용", "카울 및 섀시" 버전뿐만 아니라 특수 차체를 장착할 수 있는 "섀시 캡" 버전도 판매한다. 여기에는 캠핑카, 소방차, 구급차, 박스 트럭 등이 포함된다.
스쿨버스와 같은 특정 응용 분야에서는 미국 NHTSA(National Highway Traffic Safety Administration)와 같은 정부 기관이 섀시 및 차체 변환의 설계 표준을 정의한다.
장갑 전투 차량의 선체는 섀시 역할을 하며 트랙, 엔진, 운전석 및 승무원실을 포함하는 AFV의 하단 부분으로 구성된다. 이는 하부 선체를 설명하지만 일반적인 사용법에는 포탑이 없는 AFV를 의미하는 상부 선체가 포함될 수 있다. 선체는 탱크, 장갑차, 전투 공병 차량 등의 플랫폼의 기초 역할을 한다.
복합 운송 산업에서 섀시는 도로 운송을 위해 화물 컨테이너를 장착할 수 있는 일종의 세미트레일러이다.

### 전자제품
전자 장치(예: 컴퓨터)에서 섀시는 회로 기판 및 기타 전자 장치가 장착되는 프레임 또는 기타 내부 지지 구조로 구성된다.
구형 ENIAC 세트와 같은 일부 디자인에서는 섀시가 무겁고 견고한 캐비닛 내부에 장착되는 반면, 최신 컴퓨터 케이스와 같은 다른 디자인에서는 경량 덮개 또는 패널이 섀시에 부착된다.
섀시와 외부 덮개의 조합을 엔클로저(enclosure)라고도 한다.

### 화기
화기에서 섀시는 총의 정확도를 높이기 위해 전통적으로 목재 개머리판을 대체하는 소총과 같은 장총의 프레임이다. 섀시는 일반적으로 기존 소총에 일반적으로 사용되는 목재 또는 합성 폴리머에 비해 강성과 압축 강도가 우수한 금속으로 인해 알루미늄 합금(또는 스테인레스 스틸, 티타늄 합금 또는 최근에는 마그네슘 합금)과 같은 단단한 금속 재료로 만들어진다.
섀시는 본질적으로 더 광범위한 기둥 바닥 역할을 하며 반동 응력 하에서 변속 가능성을 감소시키는 금속 대 금속 베어링 표면을 제공한다. 금속 섀시에 장착된 배럴 액션은 이론적으로 반복 발사 중에 더 일관되게 작동하여 정확도가 향상된다. CNC 가공의 가용성이 높아짐에 따라 섀시는 더욱 저렴하고 정교해졌으며 이러한 유형의 섀시를 확장하여 맞춤형 "가구"(개머리판, 권총 손잡이 등)와 레일 인터페이스 시스템을 제공할 수 있으므로 인기가 높아지고 있다.

## 같이 보기
- 플랫폼 (자동차)
- 기체 (항공)
- 프레임 차체
- 코치빌더
- 모노코크